# ナンタクマル・カリアパン
ナンタクマル・カリアパン（Nanthakumar Kaliappan、1977年10月13日 - ）は、マレーシアの元サッカー選手。元マレーシア代表。現役時代のポジションはMF。
クラブのみならず代表でも活躍し、そのフィジカルは数々のストライカー達をくすませる物であった。

## クラブ歴
1998年にペラFAで選手となった後2004年まで在籍した。2005年はMPPJ FCに移籍。その翌年にはペラFAに戻った。2008年までペラFAに在籍し、同年にセランゴールFAに移籍した。2010年にペラFAに再び戻ると、2012年までここで過ごした。
2012年末にはケランタンFAに移籍。この時既に35歳という年齢であったが、彼の経験とスキルがチームに役立つとの判断での移籍であった。
2014年にはヌグリ・スンビランFAに移籍。2015年にはMISC-MIFAに移籍し主将を務めた。

## 代表歴
マレーシア代表として2002 タイガーカップに出場し、それ以降代表に定着した。2004 タイガーカップでは3位獲得に貢献し、2007 東南アジアサッカー選手権でも準決勝に出場した。その他、AFCアジアカップ2007にも出場している。
また、2006 FIFAワールドカップ・アジア予選及び2010 FIFAワールドカップ・アジア予選にも出場した。

## タイトル
2005年にはチームメイトであった陳永雄、アマド・シャールル・アズハル・ソフィアン、モハマド・ハムサニ・アマド、シャムスル・サードと共にペラ州から州のサッカー発展への貢献について叙勲された。